# Dick Hanley
Dick Hanley (Estados Unidos, 19 de febrero de 1936) es un nadador estadounidense retirado especializado en pruebas de estilo libre, donde consiguió ser subcampeón olímpico en 1956 en los 4x200 metros.

## Carrera deportiva
En los Juegos Olímpicos de Melbourne 1956 ganó la medalla de plata en los relevos de 4x200 metros estilo libre, con un tiempo 8:31.5 segundos, tras Australia (oro) y por delante de la Unión Soviética (bronce); sus compañeros de equipo fueron los nadadores: George Breen, Bill Woolsey y Ford Konno.